# 烟台11·24特大海难
37°28′19″N 121°46′21″E / 37.471875°N 121.772415°E
|  |

烟台11·24特大海难為1999年11月24日發生於“大舜”号汽車渡輪的一起輪渡海難。此船由煙台港出發往大連，途中遇10級陣風於15時20分返航，16時20分駛至煙台港東北30公里處（即崆峒岛東北19公里）燃油箱起火，駛到煙台岸邊養馬島對開1.5海里船長求救，不久失去動力，在岸邊漂浮六小時，22時30分進水，23時38分翻沉於山東省烟台市牟平区姜格庄镇海域。由於當日日落時間為16時38分，救援船趕至時已天黑。船上共有旅客船员302人，抢救生还22人，其余280人遇难或失踪，造成直接经济损失9000万元。

## 事故详情
1999年11月24日13时20分，山东烟大汽车轮渡股份有限公司“大舜”号滚装船，经山东省烟台港航监督签证，由烟台地方港出发赴大连，途中遇风浪于15时20分返航，调整航向时，船舶接近横风横浪行驶，船体大角度横摇，由于气象及海况恶劣、船长决策和指挥失误、船舶操纵、操作不当、船载车辆超载、繫固不良、产生位移、碰撞，引发火灾，导致舵机失灵、船舶失控，经多方施救无效，于23时38分在烟台市牟平区姜格庄镇云溪村海岸1.5海里海域处翻沉。
“大舜”号滚装船是1983年由日本内海造船株式会社建造，“大舜”号在被烟大公司购进前，担负着日本仙台到北海道的航运任务。1999年初，烟大公司派人到日本从东日本株式会社购买了这条船，该船总吨位9843吨，总长126.23米，宽20米，高11.55米，相当于四层楼房的高度。船舱分四层，底部两层装载汽车，上面两层载客。“大舜”号的载重量是2888吨，8吨以上的货车可以运载77辆，轿车22辆，载客550人，内部设有164个豪华床位。1999年当时一个往返航次可收入8万左右。

## 事故处理
据事后调查，烟大汽车轮渡股份有限公司对滚装船安全管理极其忽视，如滚装船开航前要求上船车辆必须严格按照船舶汽车舱甲板上的固定位置进行紧固，烟大公司自己的制定的《客滚船安全管理规则》中也要求必须使用三点加固法紧固上船车辆，如遇恶劣气候，还应加上链条。但是烟大公司基本上无视此项规则，从1999年1月1日至11月24日，烟大公司就海上风浪大，造成所载车辆碰撞、货物损失而向保险公司索赔的事故高达63起。
调查认定，“11-24”特大海难事故是一起在恶劣的气象和海况条件下，船长决策和指挥失误，船舶操纵和操作不当，船载车辆超载、繫固不良而导致的重大责任事故。烟大公司等有关单位的安全管理存在严重问题，对这起事故负有重要责任，国务院总理朱镕基於2000年9月1日专门主持会议，听取了领导小组对这起事故调查处理情况的汇报。会议同意领导小组提出的调查处理意见，并根据有关规定，对事故的有关责任人员作出如下处理：
- 烟大公司“大舜”轮船长曲恒明，对“11-24”事故负有直接责任，鉴于其已在事故中死亡，不再追究责任；

- 烟大公司总经理兼党委副书记高峰，分管生产、安全工作的副总经理于传龙，对事故负有主要领导责任，被开除党籍、开除公职，移交司法机关处理，最终以重大劳动事故安全罪，判处高峰有期徒刑6年，于传龙有期徒刑5年；

- 烟大公司海监室安全监督员范世会，对事故负有直接责任，被开除公职，移交司法机关处理，最终以重大劳动事故安全罪，被判有期徒刑5年；

- 山东省烟台海监局监督科副科长都基军，对事故负有直接责任，被开除党籍、开除公职，移交司法机关处理，最终以玩忽职守罪，被判有期徒刑5年；

- 烟大公司海监室主持日常工作的副主任张绍坤，对事故负有重要领导责任，被留党察看一年、撤销副主任职务；

- 烟大公司生产经营部经理王云文，对事故负有主要领导责任，被开除党籍、开除公职；

- 烟大公司党委书记兼副总经理刘宝敏，对事故负有重要领导责任，被撤销党委书记、解聘副总经理职务；

- 山东航运集团公司总经理、党委书记兼烟大公司董事长王兴业，对事故负有主要领导责任，被开除党籍、开除公职；

- 山东航运集团公司分管安全生产工作的副总经理于新建，对事故负有主要领导责任，被留党察看一年、撤销副总经理职务，现为山东渤海轮渡股份有限公司总经理，该公司由烟大公司重组而来；

- 山东省烟台海监局监督科科长王希源，对事故负有重要责任，被留党察看一年、撤销科长职务；

- 山东省烟台海监局局长、党委书记王炳江，对事故负有重要领导责任，被撤销党内外一切职务，經查此人現任山东省烟台船舶检验局局长；

- 山东省交通厅分管安全生产和水运工作的副厅长、党组副书记（正厅级）龚学智，对事故负有重要领导责任，被撤销党内外一切职务，经查此人后担任山东省道路运输协会会长。

- 山东省交通厅厅长、党组书记周秋田，对事故负有重要领导责任，被党内严重警告、行政记大过。

- 山东省分管交通工作的副省长韩寓群，对事故负有领导责任，给予行政记过处分；山东省省长李春亭，对事故负有领导责任，给予行政警告处分；交通部分管全国水上交通工作的副部长洪善祥，对事故负有领导责任，给予行政记过处分；交通部部长黄镇东，对事故负有领导责任，给予行政警告处分。

## 事故赔偿
每位遇难者获得一次性赔偿6.5万元，其中两位遇难的韩国乘客各得到了约70万元的赔偿。另外规定在数日之内，认领尸体并火化的给全额，如果延误的，则按天扣除赔偿费。幸存者如马士奇和邵明慧得到了约5600元的赔偿费。

## 肇事公司近况
2009年，由烟大公司重组而来的山东渤海轮渡股份有限公司在投资二十亿元人民币建造六艘两万吨以上的客滚船的基础上，再投资十五亿元建造四艘国际豪华客滚船，2012年上线运营。

## 同類海難
- 韓國世越號沉船事故

## 專書
- 《悲壮的挽歌: “11·24”特大海难纪实》邺禹吉、史明玮，獲国务院“11·24”特大海难事故调查处理领导小组組長石萬鵬作序（经济科学出版社，2003）[8]

## 引用资料
1. ↑  . 人民日报. 2000-07-17: 第九版. （原始内容存档于2005-03-05）.
2. ↑  . 新浪網. 1999年11月26日  [2020年4月30日]. （原始内容存档于2020年4月30日）.. 原刊於扬子晚报.
3. ↑  . TimeAndDate.com. （原始内容存档于2020-04-30）.
4. ↑  . 新浪新聞. 2000年11月22日. （原始内容存档于2020-05-01）. 原刊於中央电视台.
5. ↑  烟台市人民政府办公室(刘铭伟,王福寿,尚庆元,吕福堂) (编). . 五洲传播出版. 2002: 103-104.
6. ↑  徐冰. . 南方網. 2002-11-15.原刊於新华网.
7. ↑  . 人民網歷史上的今天. 2019-11-24  [2020年5月1日]. （原始内容存档于2014年10月19日）.
8. ↑  邺禹吉, 史明玮. . 经济科学出版社. 2003. （原始内容存档于2020-05-08）.